# Catedral de Nuestra Señora de la Asunción (Córdoba)
La Catedral de Córdoba es la iglesia matriz de la ciudad argentina de Córdoba, capital de la provincia del mismo nombre. 
Es considerada la cuarta Maravilla de Córdoba.

## Ubicación
La catedral de la ciudad de Córdoba se encuentra en el núcleo histórico de dicha ciudad, que coincide prácticamente con el centro geográfico de la ciudad; su ángulo sureste (que es el tomado como referencia de dirección) da a la esquina de las calles Independencia y 27 de abril.

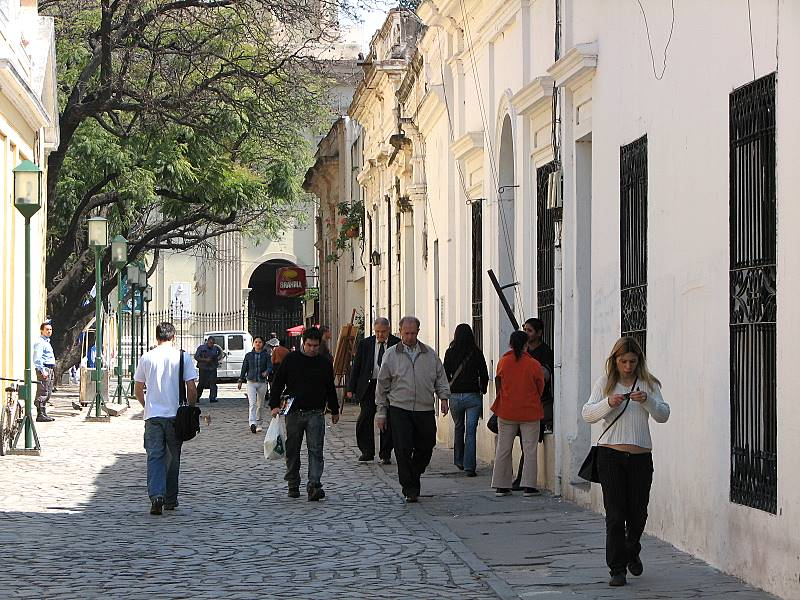
Pasaje Santa Catalina.

Ocupa la amplia manzana que se encuentra frente al lado oeste de la Plaza San Martín (antigua Plaza Mayor), por su costado norte la gran iglesia se halla separada del Cabildo por un antiguo callejón llamado Santa Catalina, la parte posterior del templo da a la calle Rivera Indarte, su fachada principal está orientada hacia el este-sur-este, lo cual es singular en las iglesias de su época ya que debían tener el altar mayor orientado hacia Jerusalén (en este caso, debería estar hacia el noreste, aunque se encuentra hacia el noroeste).
Al norte, frente a la parte posterior de la Catedral se ubica la pequeña aunque histórica Plazoleta del Fundador con una escultura en bronce patinado que representa a Jerónimo Luis de Cabrera de pie.

## Historia

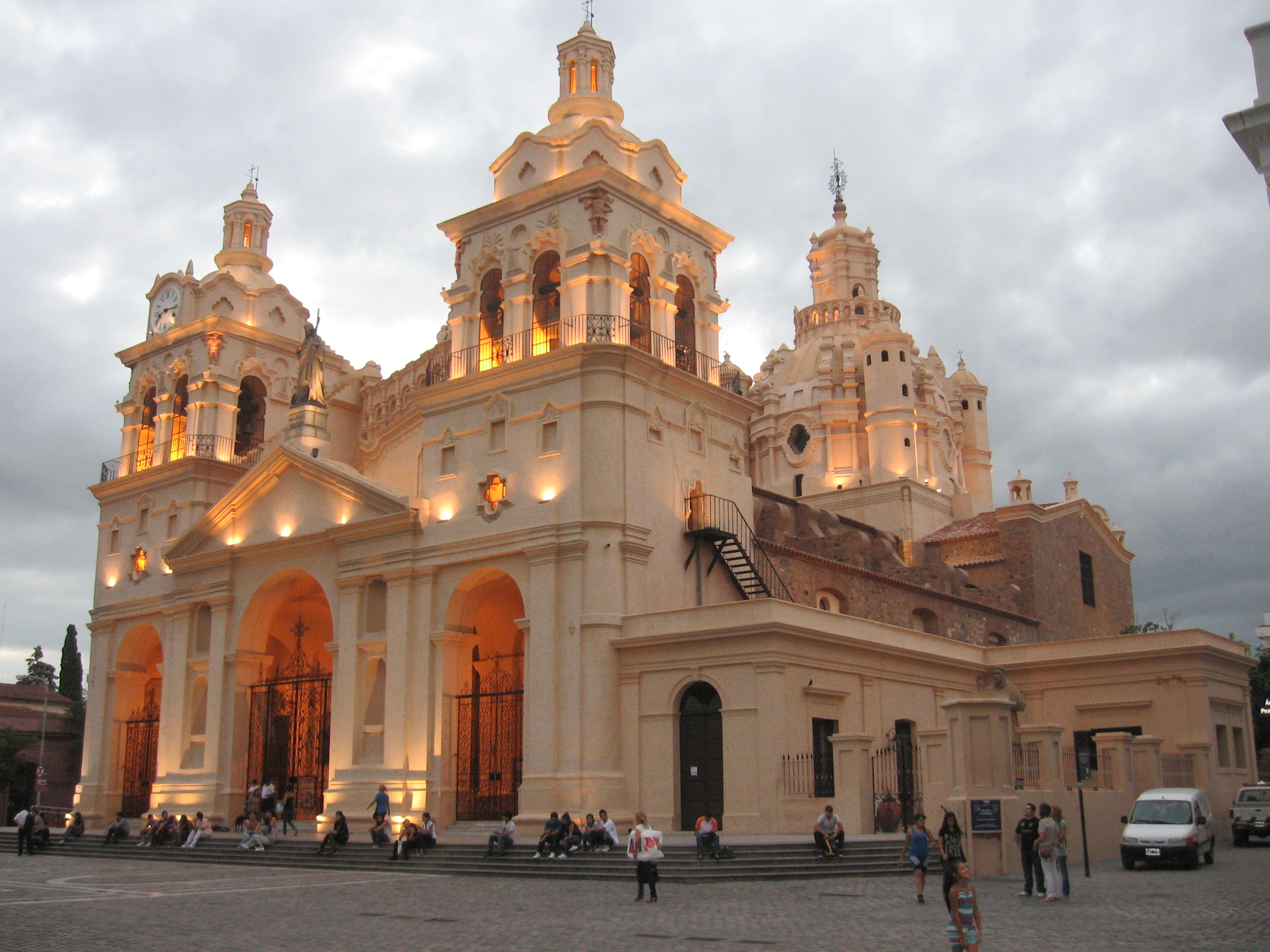
Catedral de Córdoba a la tarde.

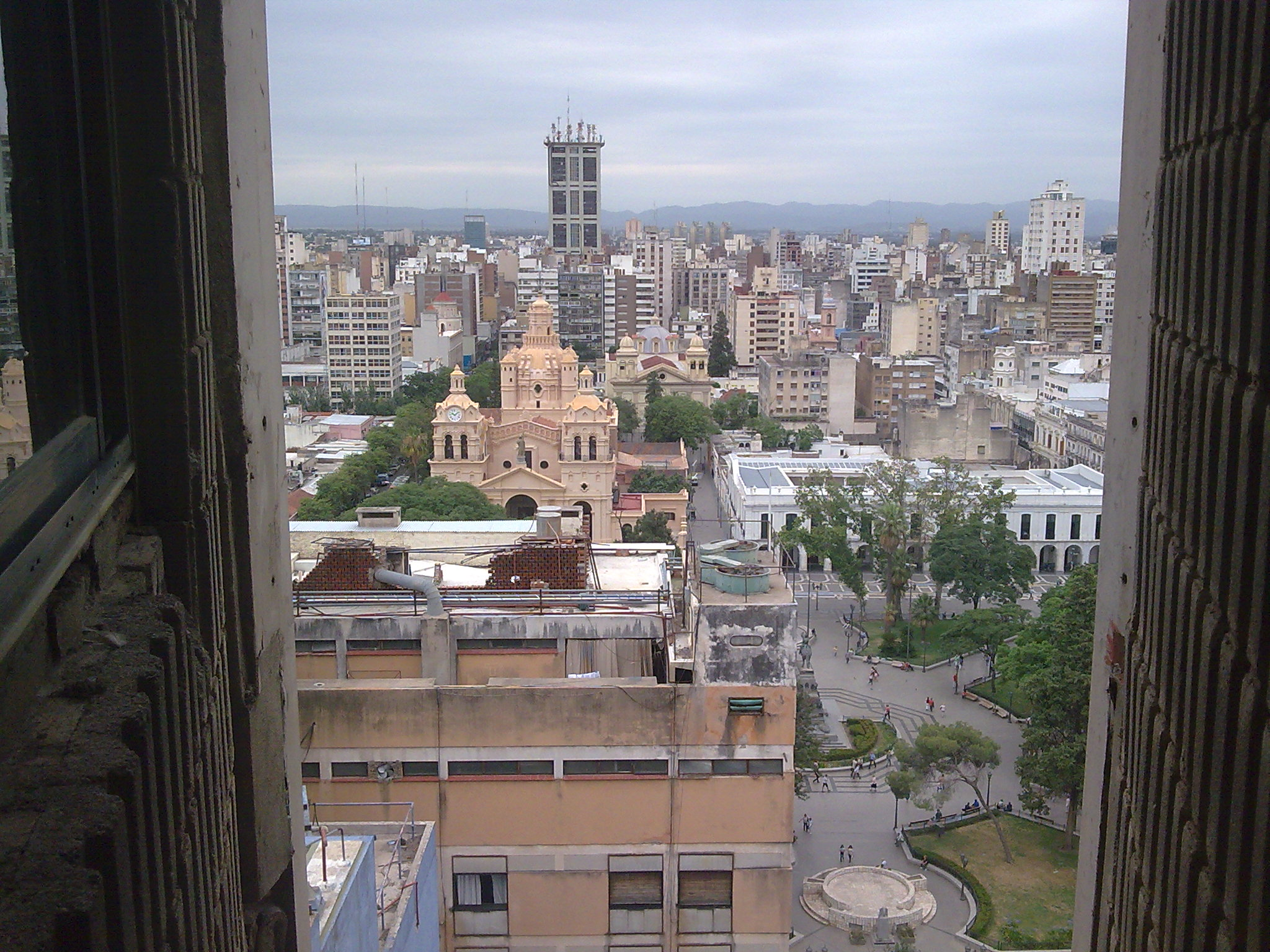
Vista aérea.

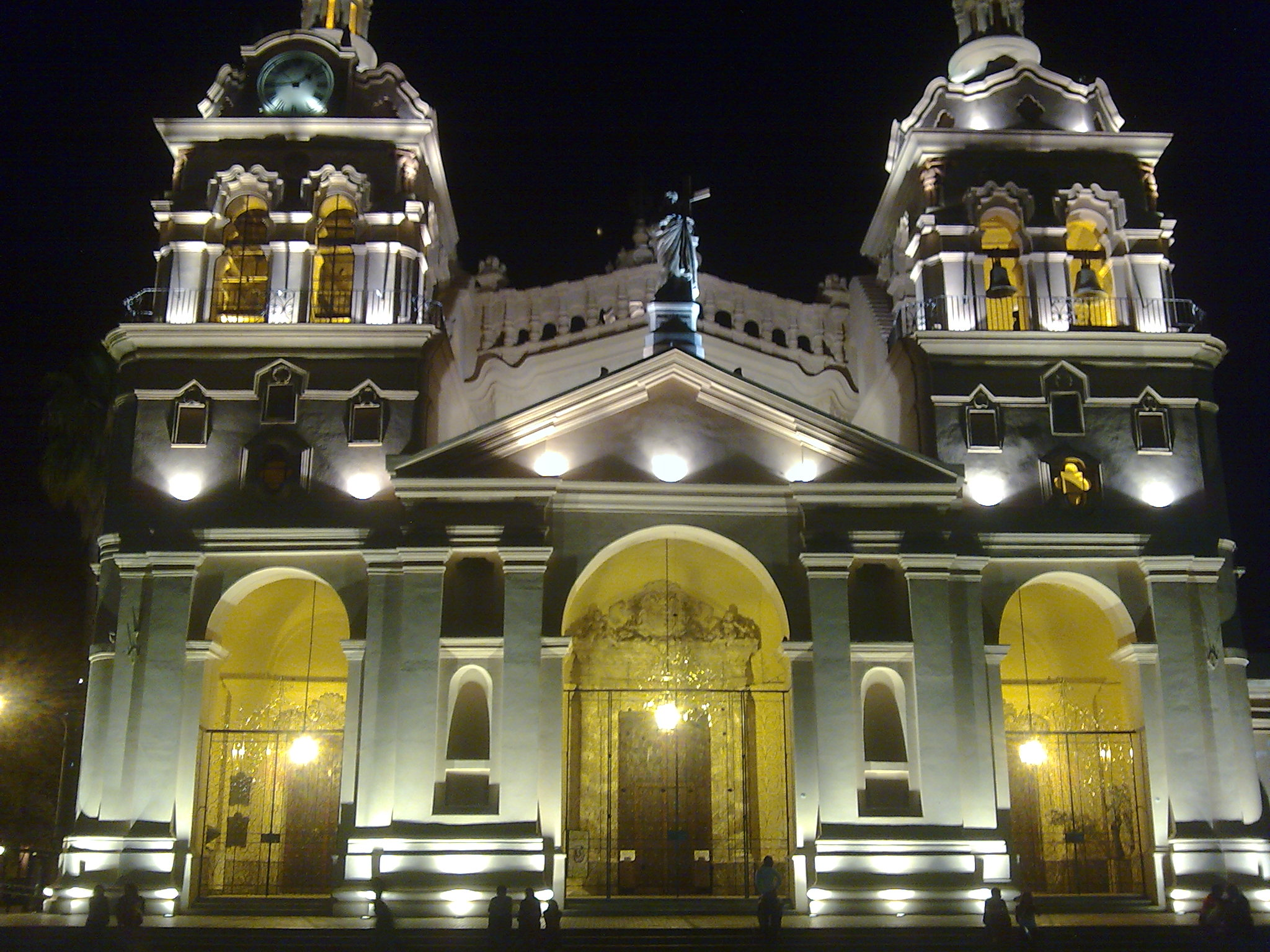
Fachada durante la noche.

La edificación propiamente dicha fue iniciada en el año 1582 con el nombre -que aún lleva- de Iglesia de Nuestra Señora de la Asunción. En 1598 el alfarje o maestro mayor de obras Gregorio Ferreira y el cantero Juan Rodríguez emprendieron la construcción del edificio con materiales lo suficientemente sólidos (piedra, ladrillos y cal). En 1601 el carpintero Mateo Domínguez se tomó el trabajo de realizar una armadura de listones y vigas para el techo mientras que Hernando Álvarez fue comisionado para que supervisara la fabricación de 30 000 tejas «musleras», la dirección de la obra fue poco después encomendada al arquitecto granadino Ricardo González Merguete quien efectuó diversos planos; las obras cobraron fuerte impulso merced a los arquitectos y jesuitas. Gian Battista Primoli (o Juan Bautista Prímoli) diseñó el plano principal de la planta (cruz latina de tipo basilical) siguiendo el modelo de la casi coetánea iglesia jesuítica de Il Gesù en Roma.
En 1706 la catedral fue oficialmente consagrada.
Posteriormente el franciscano fray Vicente Muñoz diseñó y dirigió la construcción de la magnífica gran cúpula con cimborrio. Durante los dos primeros siglos de su edificación trabajaron en la obra muchos aborígenes procedentes de las estancias jesuíticas, varios de estos aborígenes eran extraordinarios artesanos y dejaron su huella en muchos de los detalles barrocos de esta catedral.
La fachada fue diseñada y concluida por Andrés Blanqui (originalmente Andrea Bianchi) en 1729.
El 18 de mayo de 1758 la edificación ya estaba prácticamente concluida, con las naves, el nártex, la gran cúpula, los cruceros, y el gran pórtico de tipo neoclásico antecedido por una amplia escalinata y cerrado por un artístico portal de hierro forjado, trabajo exquisito de herrería en el cual se pueden observar las siluetas de san Pedro y san Pablo, aunque las dos grandes torres-campanario recién fueron acabadas en 1787. La gran puerta de entrada, al igual que la sillería del coro en torno del altar mayor son obras jesuíticas talladas en cedro misionero. El reloj de la torre es un regalo que a fines de siglo XIX realizó el ferrocarril inglés.
En 1901 fue añadida la estatua del Cristo Redentor en la cima de la fachada, tal escultura fue forjada en la fundición de Paucelae Coquet de París, Francia.
Entre 1900 y 1914 el pintor y arquitecto catamarqueño radicado en Córdoba Emilio Caraffa hizo unos ligeros retoques (prácticamente solo refacciones italianizantes muy bien logradas), entre los que se destacan algunas pinturas interiores al fresco y los dos vitrales principales en la bóveda: el primero representa a la Resurrección de Cristo, el segundo al Sagrado Corazón otras pinturas al fresco fueron realizadas en los años 20 del s. XX por Carlos Camilloni y Manuel Cardeñosa.
Como curiosidad cabe señalar que el tramo de calle que separa a la Catedral de Córdoba de la Plaza San Martín está peatonalizada desde el último cuarto del siglo XX y en las baldosas de dicho tramo peatonal existe un estilizado diseño que reproduce el aspecto del frente de la catedral proyectado por el arquitecto Miguel Ángel Roca.
En 1941, se la proclama Monumento Histórico Nacional.
Desde el año 2007, la Catedral de Córdoba fue restaurada y pintada a nuevo en sus cuatro fachadas. Para Navidad de 2009 se inauguró parcialmente la fachada principal. Su restauración  finalizó en el 2010 para los festejos del Bicentenario de Argentina.

## Principales características

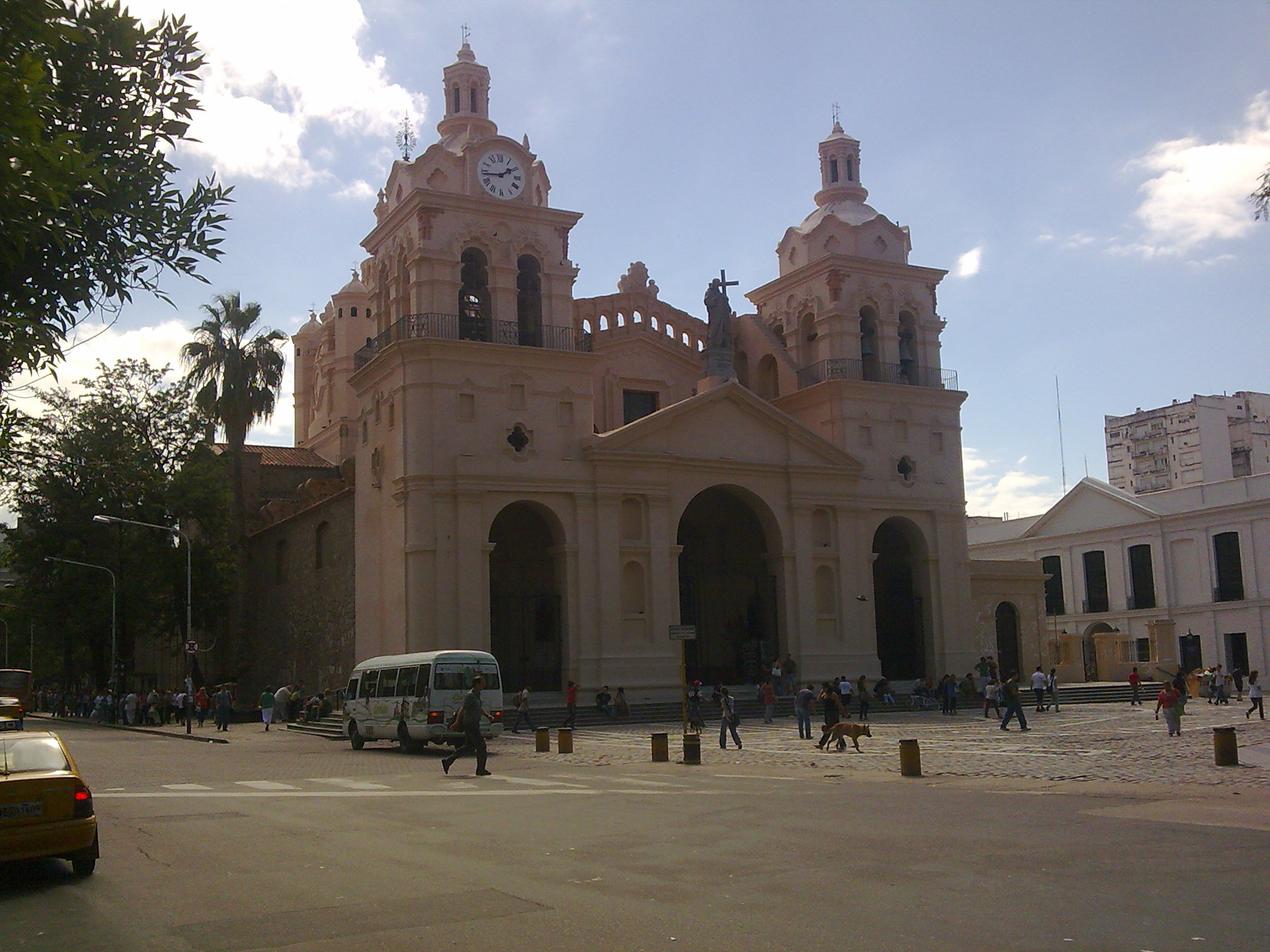
Fachada de la Catedral de Córdoba vista desde el sudoeste.

Si el exterior de esta iglesia es majestuoso, su interior le va a la par: la gran nave central techada con una alta bóveda de cañón corrido se encuentra profusa y armoniosamente exornada por gran cantidad de molduras talladas en madera y doradas -muchas de ellas a la hoja de oro-, el altar mayor hace un equilibrado juego con las elevadas columnas y las esculturas antiguas que representan a varios santos del catolicismo. Tales esculturas, cada una por separado, resultan ser valiosas obras de arte (muchas de ellas son articuladas y se encuentran literalmente vestidas con suntuosos ropajes).

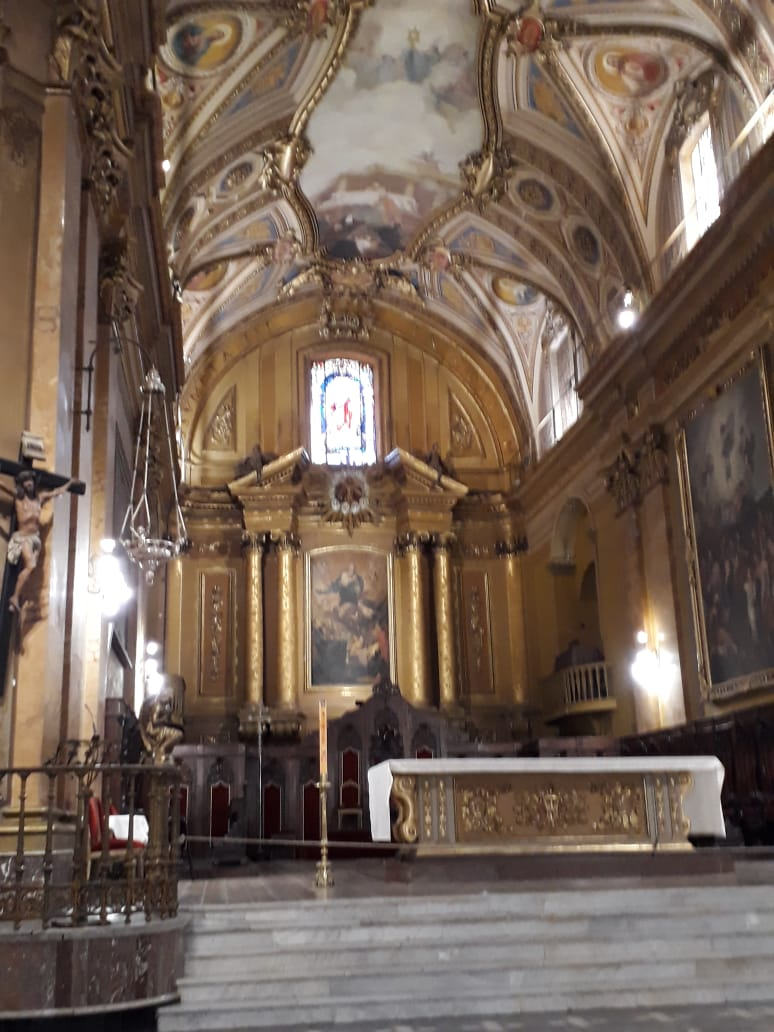
Nave lateral izquierda. Fotografía diurna

La luz del sol ingresa principalmente por una serie de profundos lunetos ubicados en la bóveda de la nave central. La mencionada nave central de tipo basilical se encuentra sobreelevada respecto a las dos naves laterales de las que se encuentra separada por altas y anchas columnas en gran parte doradas, en el palco ubicado sobre el nártex se encuentra un órgano de tubos, el cual se encuentra actualmente (2016) dañado severamente e inoperativo. 
En cuanto a las torres principales, estas poseen carillones, la torre ubicada en el ángulo sudeste está dotada de un gran reloj. En las esquinas de las torres se pueden observar, esculpidas, curiosas figuras en actitud de tocar trompetas y vestidas con atuendos indígenas.
A poco de franquear el pórtico el visitante ingresa al amplio nártex donde se encuentran los sarcófagos en los cuales yacen los restos de José María Paz y su esposa Margarita Weild, también se encuentra la urna que guarda los restos del dean Gregorio Funes, en las criptas yacen los restos del obispo Hernando de Trejo y Sanabria -primer rector de la primera universidad argentina: la actualmente llamada UNC- y de Fray Mamerto Esquiú, el 7 de noviembre de 2011 fueron trasladados los presumibles restos de Juan Bautista Bustos desde la iglesia de Santo Domingo en la ciudad de Santa Fe a la ciudad de Córdoba y depositados con honores en la iglesia catedral.
El gran altar mayor está en gran parte primorosamente realizado con plata repujada procedente del Alto Perú.

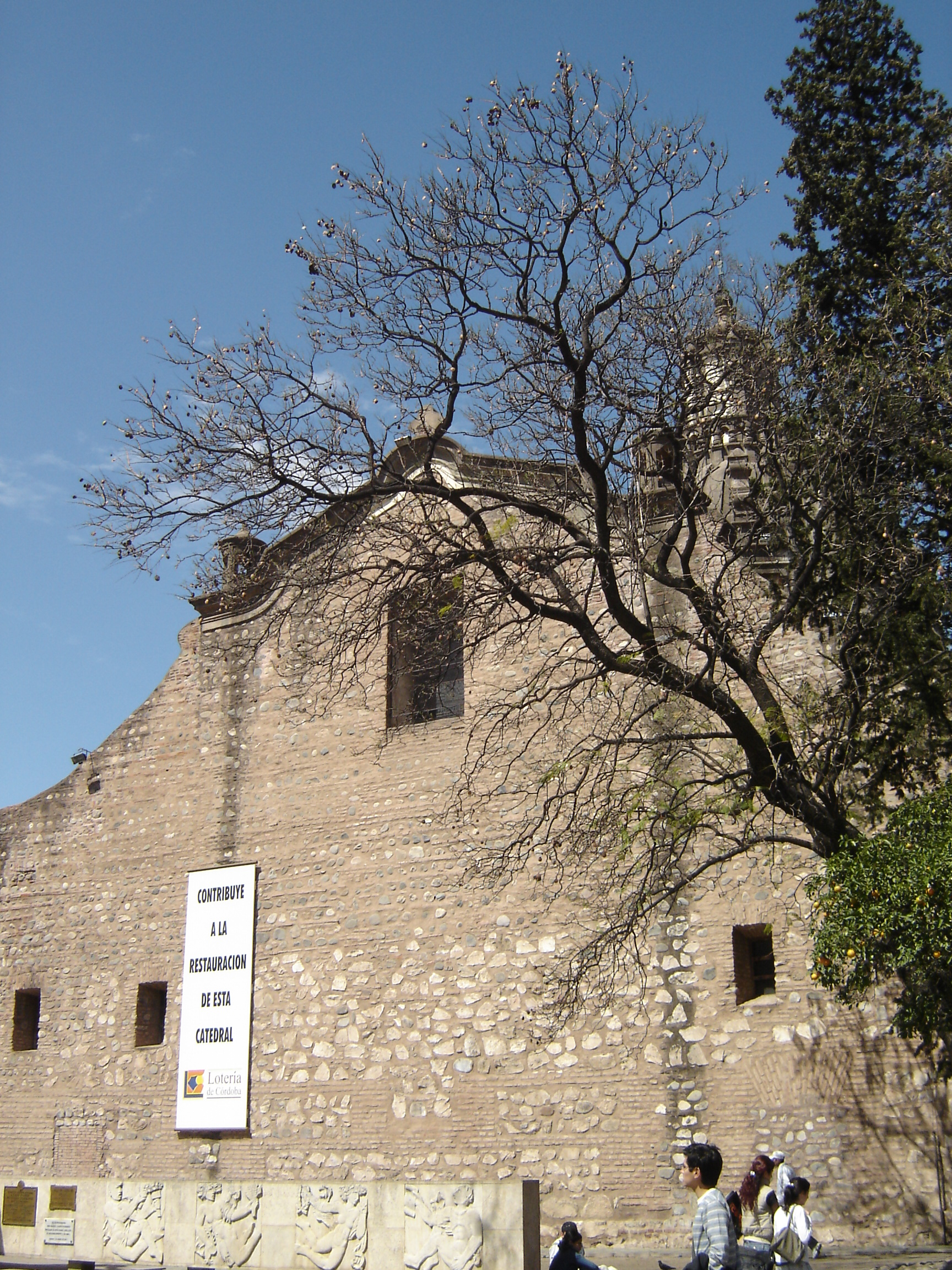
Parte posterior (desde la Plazoleta del Fundador).

El domo o gran cúpula se ubica en la intersección de la nave central con el crucero. Lo primero que llama la atención son las proporciones de su cimborrio y su elaborada decoración. Es un domo imponente por su elevación y por la audacia conceptual con la que fue realizado: se encuentra flanqueado por cuatro torrecillas octogonales (que estructuralmente cumplen las funciones de refuerzos).
En el cimborrio, desde abajo y hacia arriba se perciben, del lado exterior, pares de columnas que rematan en una cornisa, desde la misma trepan, por la curva del domo, grandes aletas con aspecto de ménsulas invertidas las cuales se ven coronadas por pináculos piramidales.
En los intercolumnios del cimborrio existen amplios ventanales con formas curvilíneas.
El domo se halla cubierto por nervaduras a modo de gajos que se continúan mediante columnillas apoyadas sobre una arquería, sobre tal arquería, coronando a todo el conjunto se encuentra una graciosa linterna, ésta es una torrecilla adornada de pilastras, pináculos y ventanas, la linterna se cierra mediante un cupulín bulbiforme que culmina en una gran veleta que representa al cáliz y la cruz.
El conjunto total de la catedral argentina de Córdoba es una excelente síntesis de elementos con orígenes renacentistas aunados con los del barroco colonial español, el neoclasicismo e incluso detalles mudéjares.
Capítulo aparte merecería el tesoro de esta catedral, debido a la acumulación de exvotos (principalmenente piezas de plata y de oro) y joyas donadas por fieles acaudalados o por las colectas urbanas: báculos de plata con detalles de oro, coronas de plata y oro recamadas con brillantes y perlas para "vestir" las estatuas de la Virgen, un gran sagrario donado en 1804, mantones de seda brocada, etc. Parte del tesoro catedralicio ha sido saqueado durante el último cuarto del siglo XX.
Este templo eclesiástico es la construcción colonial importante actualmente íntegra y funcional más antigua de Argentina.
De este modo este edificio resulta uno de los más valiosos patrimonios arquitectónicos de Argentina y uno de los más logrados exponentes de la arquitectura barroca de toda América. Por estos motivos es un Monumento Histórico Nacional, a tres cuadras de la Manzana Jesuítica que es un Patrimonio Cultural de la Humanidad acorde con lo establecido por la Unesco.

## Comentarios
Existen algunas críticas contrarias (del tipo "pour épater") a las obras efectuadas por Emilio Caraffa, incluso las críticas adversas se dirigen al ancho de las columnas; si bien tales críticas son opiniones que poseen sobradas refutaciones, quien observa a este edificio detalladamente casi siempre tiene una opinión -con justicia- favorable para todo el conjunto arquitectónico.[cita requerida]
En cambio, un grave problema es la modificación "moderna" del entorno edilicio y la contaminación visual. En efecto, aunque esta iglesia es de grandes proporciones, durante la segunda mitad del siglo XX e inicios del siglo XXI, faltando o incumpliéndose un plan urbanístico, se han ido construyendo en sus cercanías edificios de varios pisos que amenazan restarle efecto visual a la catedral en cuanto obra de arte.

## Galería

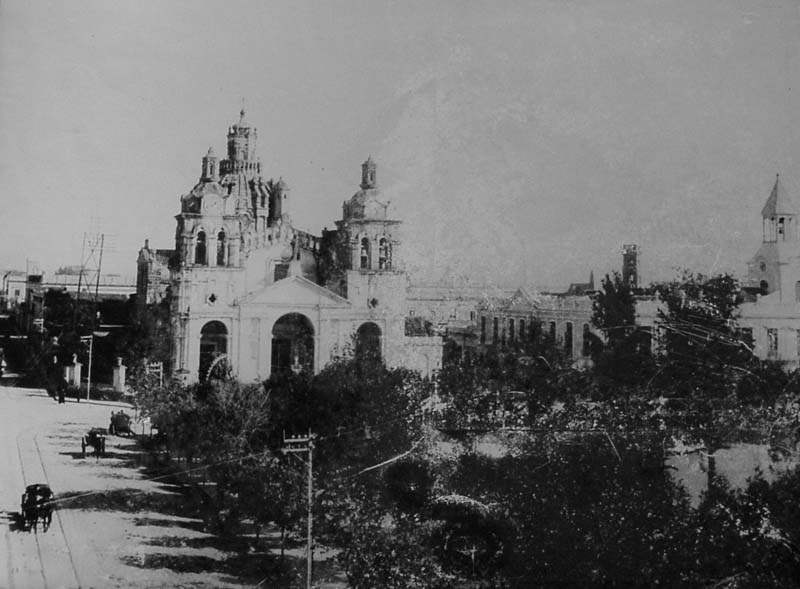
La catedral en el siglo XIX.
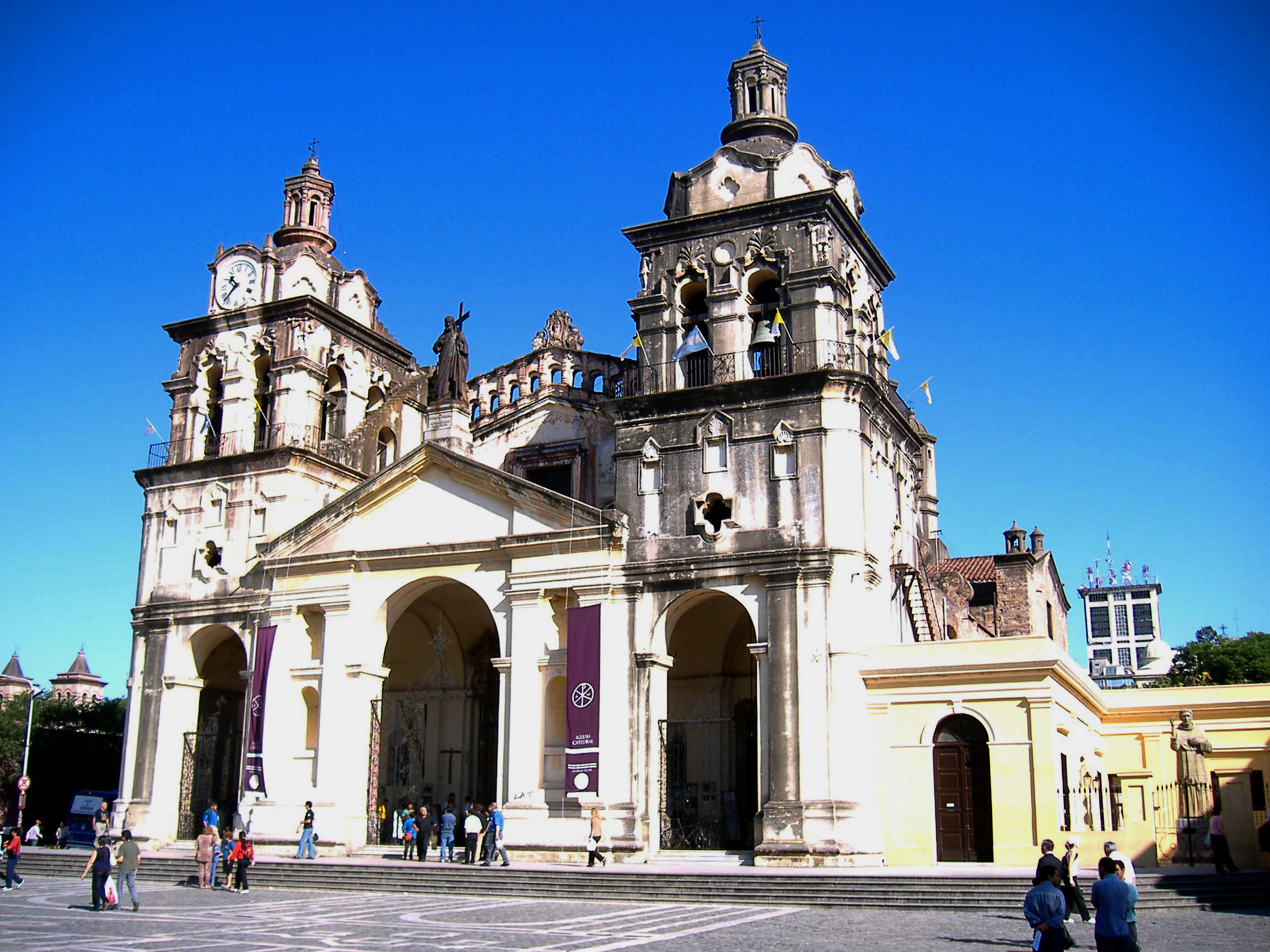
La Catedral en 2006.
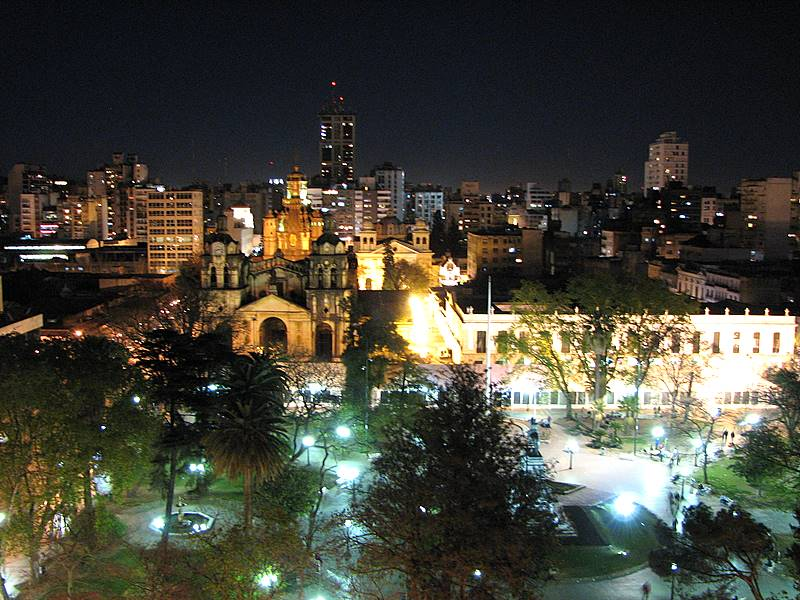
La Catedral, el Cabildo y la Plaza San Martín de noche, año 2007.
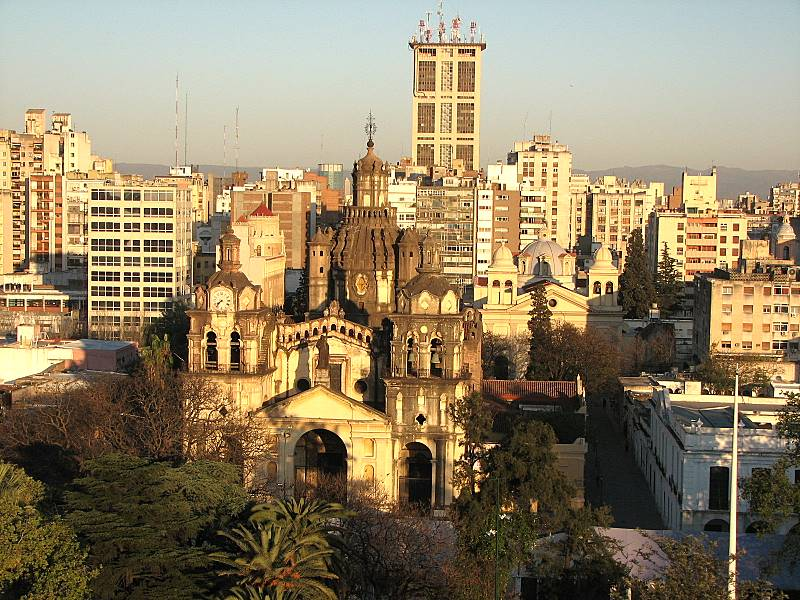
Vista aérea, año 2007.
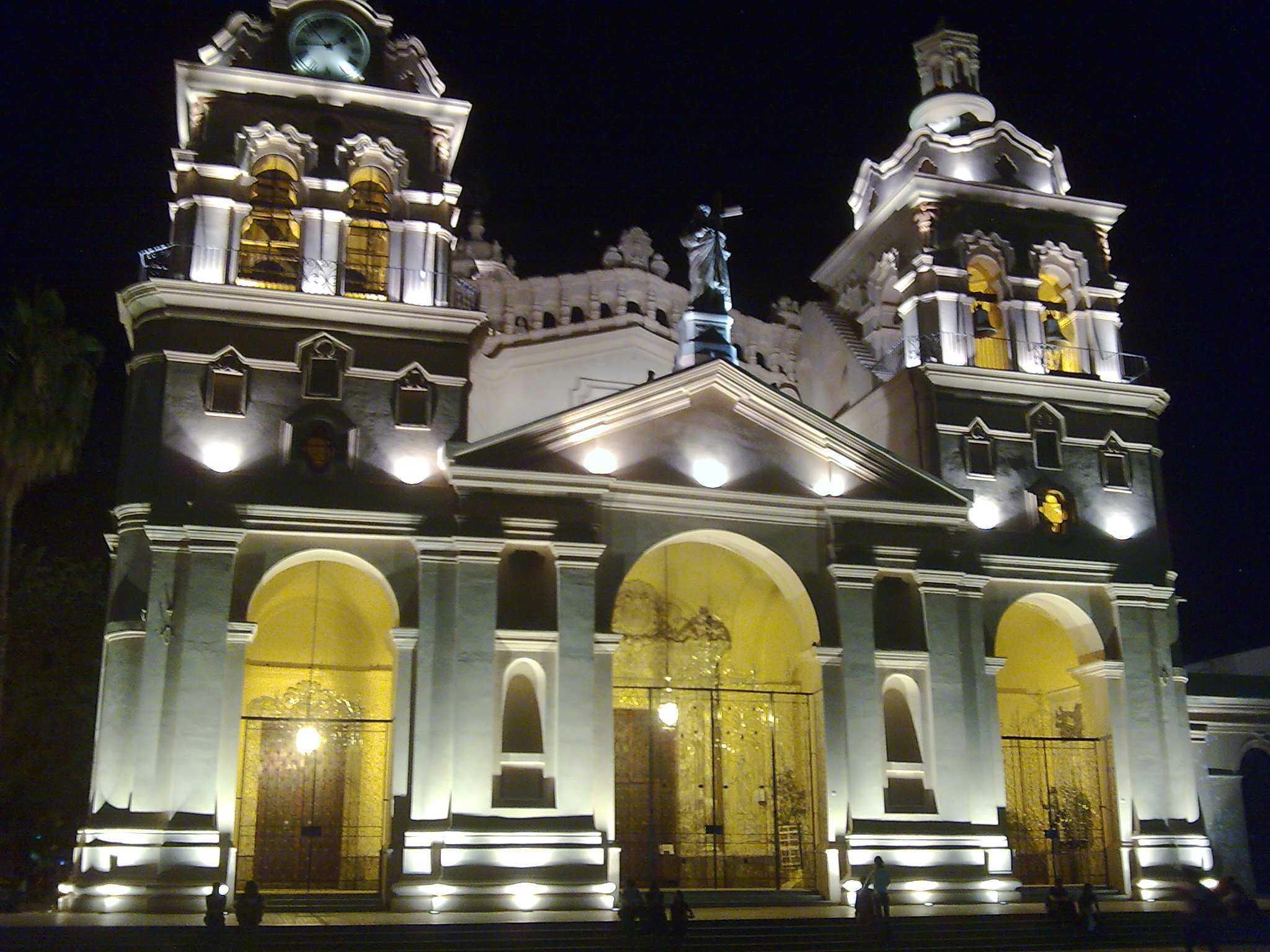
Iluminación instalada en 2010 para la celebración del Bicentenario de Argentina
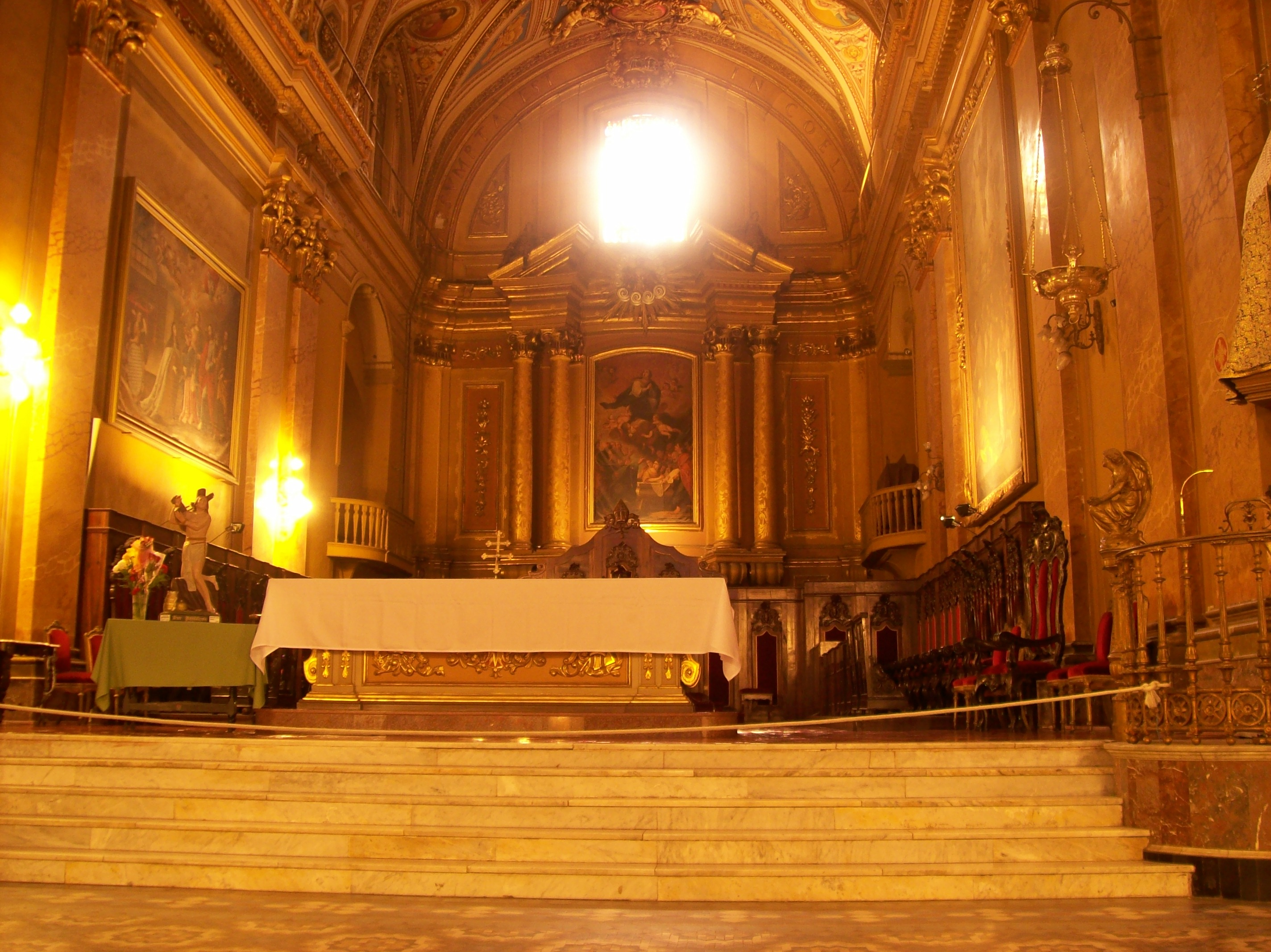
Altar mayor
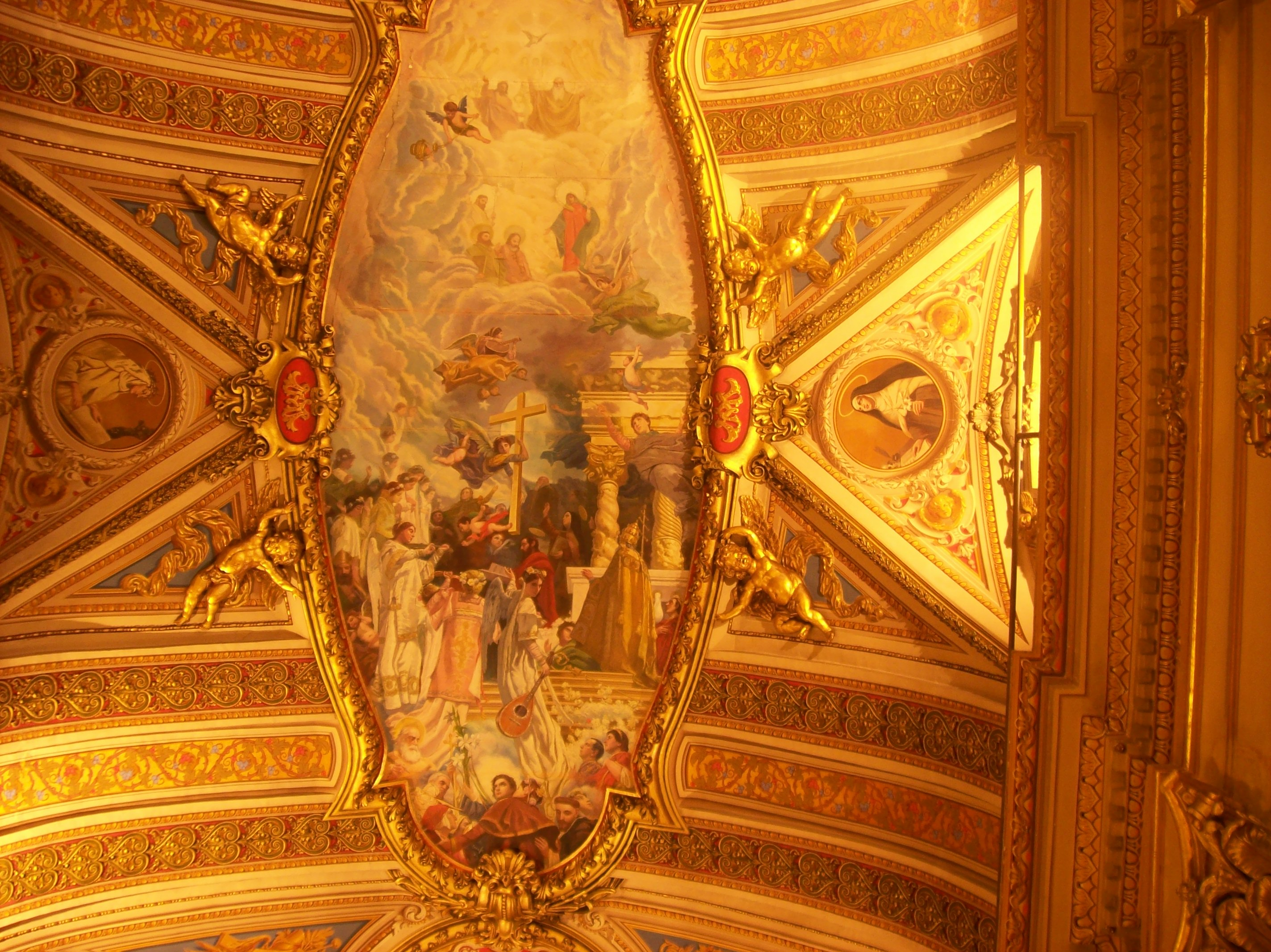
Techo barroco
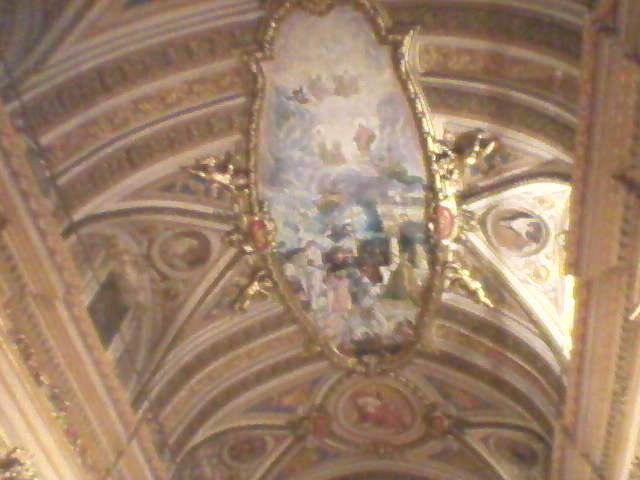
Pinturas en el techo de la Catedral
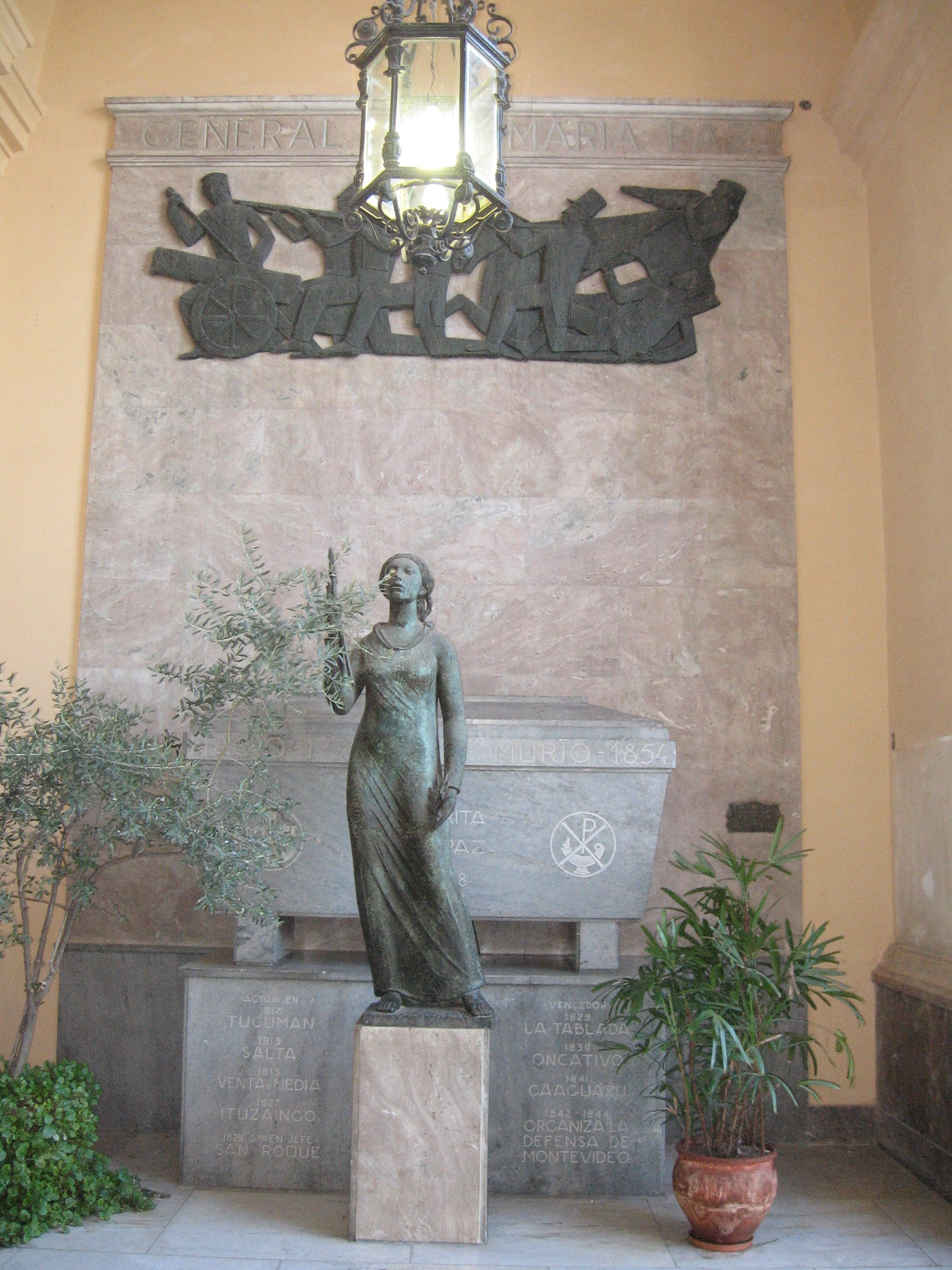
Tumba del Gral. José María Paz
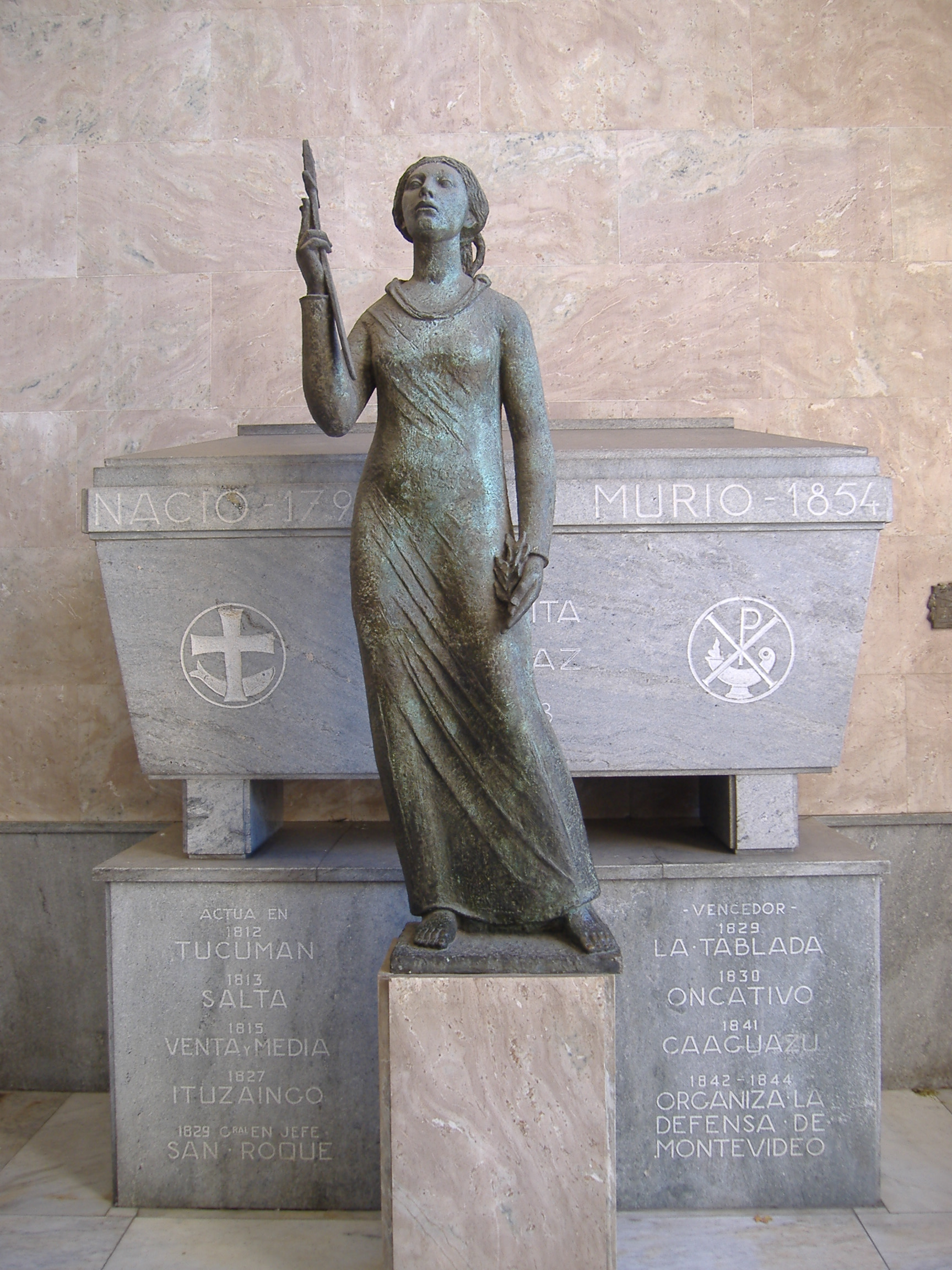
Tumba de Margarita Weild
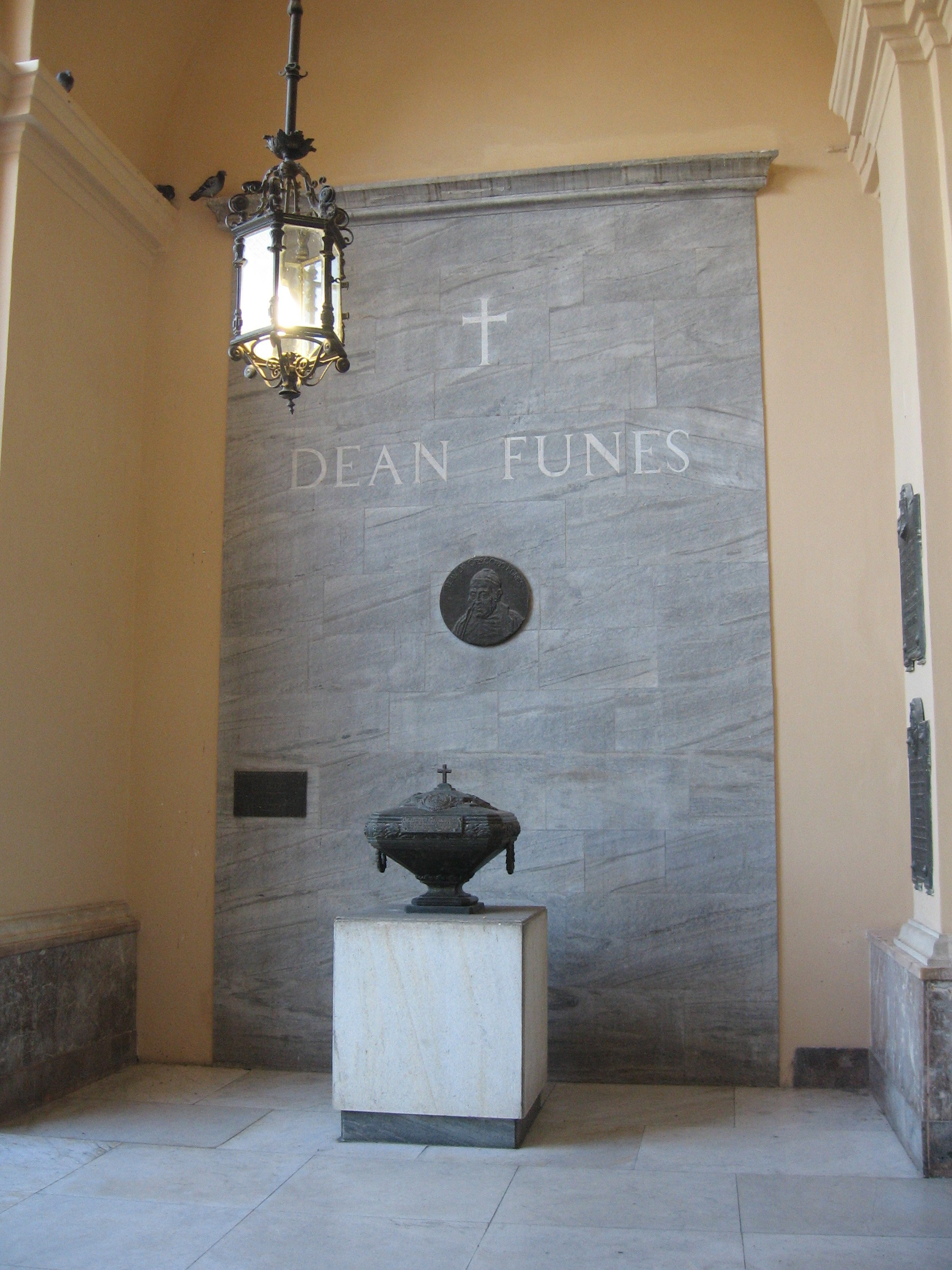
Tumba del Dean Gregorio Funes
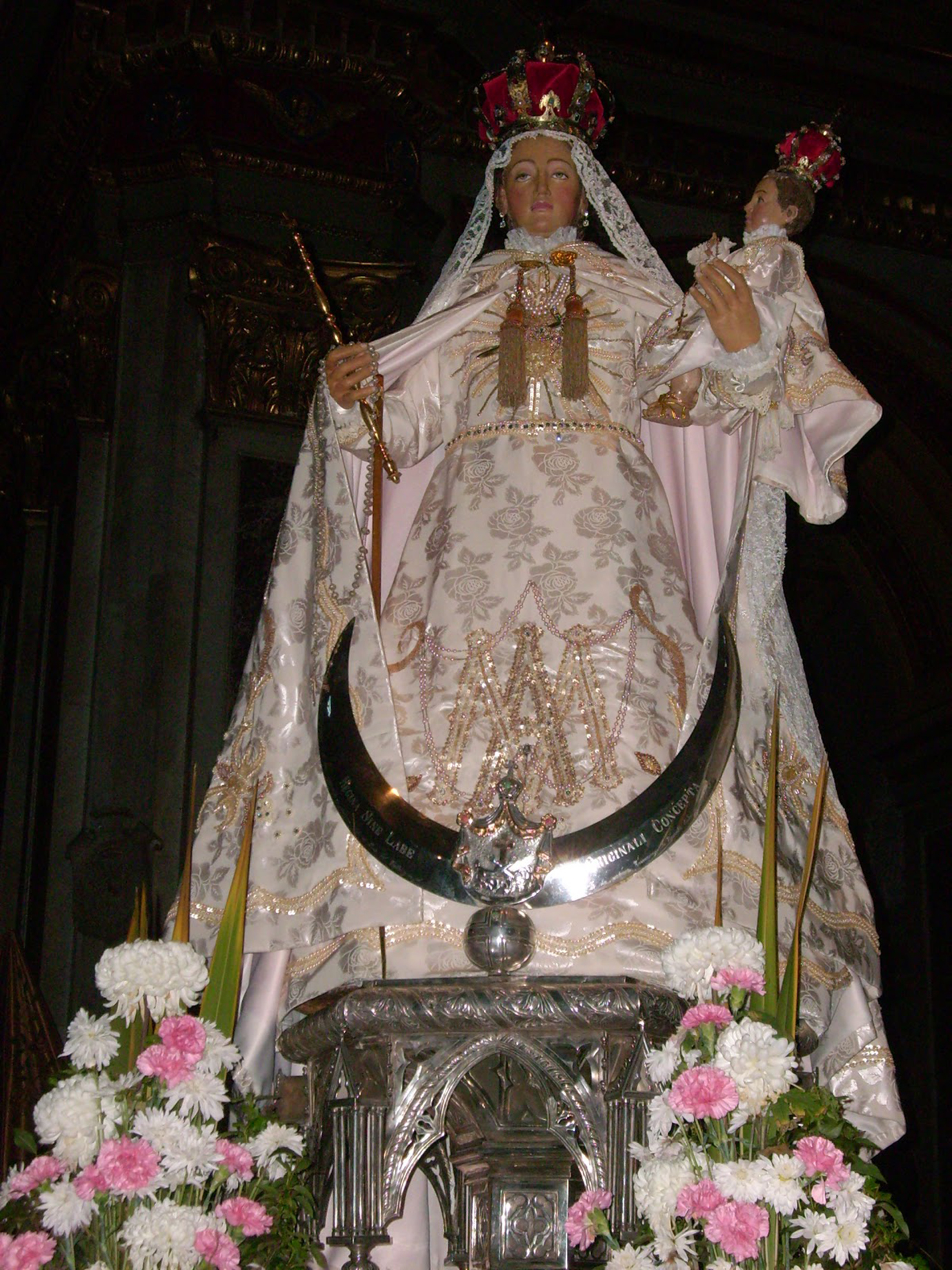
Virgen del Rosario del Milagro, patrona de la Arquidiócesis de Córdoba